# Campeonato Mundial de Esqui Estilo Livre de 2021 - Moguls masculino
A prova do moguls masculino do Campeonato Mundial de Esqui Estilo Livre de 2021 foi realizada no dia 8 de março na cidade de Almaty no Cazaquistão. 

## Medalhistas
| Ouro                   | Prata                | Bronze               |
| Mikaël Kingsbury (CAN) | Benjamin Cavet (FRA) | Pavel Kolmakov (KAZ) |

## Resultados

### Qualificação
Um total de 46 esquiadores participaram da competição.  Os 18 melhores avançaram para a final. 
| Colocação | Bib | Ordem de corrida | Nome                    | Nacionalidade            | Corrida 1 | Corrida 2 | Notas |
| --------- | --- | ---------------- | ----------------------- | ------------------------ | --------- | --------- | ----- |
| 1         | 2   | 10               | Benjamin Cavet          | França                   | 84.95     |           | Q     |
| 2         | 6   | 8                | Mikaël Kingsbury        | Canadá                   | 82.34     |           | Q     |
| 3         | 5   | 7                | Brodie Summers          | Austrália                | 79.99     |           | Q     |
| 4         | 9   | 18               | Nick Page               | Estados Unidos           | 79.59     |           | Q     |
| 5         | 17  | 20               | Cooper Woods-Topalovic  | Austrália                | 78.41     |           | Q     |
| 6         | 12  | 29               | Dmitriy Reikherd        | Cazaquistão              | 76.32     |           | Q     |
| 7         | 8   | 16               | Bradley Wilson          | Estados Unidos           | 75.69     |           | Q     |
| 8         | 25  | 2                | Laurent Dumais          | Canadá                   | 75.32     |           | Q     |
| 9         | 13  | 15               | Sacha Theocharis        | França                   | 75.08     |           | Q     |
| 10        | 10  | 22               | Dylan Walczyk           | Estados Unidos           | 73.21     | 77.53     | Q     |
| 11        | 33  | 38               | Olli Penttala           | Finlândia                | 58.49     | 77.31     | Q     |
| 12        | 18  | 30               | Pavel Kolmakov          | Cazaquistão              | 70.09     | 77.27     | Q     |
| 13        | 35  | 32               | Nikita Novitckii        | Federação Russa de Esqui | 74.09     | 77.07     | Q     |
| 14        | 28  | 26               | Albin Holmgren          | Suécia                   | 73.25     | 76.35     | Q     |
| 15        | 11  | 9                | Brenden Kelly           | Canadá                   | 74.40     | 75.70     | Q     |
| 16        | 26  | 27               | Felix Elofsson          | Suécia                   | 67.42     | 74.88     | Q     |
| 17        | 3   | 11               | Ludvig Fjällström       | Suécia                   | 56.94     | 74.77     | Q     |
| 18        | 31  | 14               | Martin Suire            | França                   | 70.84     | 74.74     | Q     |
| 19        | 4   | 21               | Ikuma Horishima         | Japão                    | 69.36     | 74.72     |       |
| 20        | 1   | 25               | Matt Graham             | Austrália                | 73.07     | 74.49     |       |
| 21        | 37  | 12               | Thomas Gerken Schofield | Reino Unido              | 71.58     | 74.41     |       |
| 22        | 22  | 24               | Kerrian Chunlaud        | Canadá                   | 69.54     | 74.22     |       |
| 23        | 43  | 44               | Mikhail Aleynikov       | Federação Russa de Esqui | 73.92     | 70.94     |       |
| 24        | 23  | 17               | William Feneley         | Reino Unido              | 70.14     | 73.78     |       |
| 25        | 29  | 6                | Artem Shuldyakov        | Federação Russa de Esqui | 11.80     | 73.71     |       |
| 26        | 14  | 4                | Oskar Elofsson          | Suécia                   | 73.06     | 69.61     |       |
| 27        | 15  | 5                | Kosuke Sugimoto         | Japão                    | 72.88     | 70.90     |       |
| 28        | 19  | 23               | Jimi Salonen            | Finlândia                | 72.84     | DNF       |       |
| 29        | 34  | 35               | Jules Escobar           | França                   | 71.64     | 72.27     |       |
| 30        | 32  | 41               | Takashi Koyama          | Japão                    | DNF       | 72.01     |       |
| 31        | 7   | 3                | Marco Tadé              | Suíça                    | 71.29     | 71.91     |       |
| 32        | 46  | 36               | Mateo Jeannesson        | Reino Unido              | 69.57     | 71.10     |       |
| 33        | 21  | 19               | Gabriel Dufresne        | Canadá                   | 70.26     | 70.65     |       |
| 34        | 27  | 13               | James Matheson          | Austrália                | 42.74     | 70.64     |       |
| 35        | 30  | 34               | Alex Lewis              | Estados Unidos           | 68.71     | 70.37     |       |
| 36        | 45  | 45               | Jung Dae-yoon           | Coreia do Sul            | 68.69     | 25.35     |       |
| 37        | 38  | 33               | Goshin Fujiki           | Japão                    | 66.22     | 67.40     |       |
| 38        | 42  | 43               | Anton Bondarev          | Cazaquistão              | 66.70     | 61.39     |       |
| 39        | 41  | 46               | Sergey Romanov          | Cazaquistão              | 64.76     | DNF       |       |
| 40        | 20  | 28               | Jussi Penttala          | Finlândia                | 64.67     | 53.18     |       |
| 41        | 36  | 31               | Akseli Ahvenainen       | Finlândia                | 51.01     | 63.78     |       |
| 42        | 39  | 42               | Max Willis              | Reino Unido              | 63.70     | DNF       |       |
| 43        | 40  | 39               | Massimo Bellucci        | Itália                   | 59.58     | 53.31     |       |
| 44        | 44  | 37               | Artur Yeremenko         | Ucrânia                  | 47.20     | DNF       |       |
| 45        | 24  | 1                | Nikita Andreev          | Federação Russa de Esqui | DNF       | 35.45     |       |
| 46        | 47  | 40               | Andrés Valencia         | México                   | DNF       | 24.06     |       |

### Final
A final foi iniciada no dia 8 de março às 15h30. 
| Colocação         | Ordem de corrida | Nome                   | Nacionalidade            | Corrida 1 | Corrida 2 |
| ----------------- | ---------------- | ---------------------- | ------------------------ | --------- | --------- |
| Medalha de ouro   | 6                | Mikaël Kingsbury       | Canadá                   | 85.34     | 87.36     |
| Medalha de prata  | 2                | Benjamin Cavet         | França                   | 82.87     | 82.43     |
| Medalha de bronze | 18               | Pavel Kolmakov         | Cazaquistão              | 84.09     | 82.23     |
| 4                 | 35               | Nikita Novitckii       | Federação Russa de Esqui | 81.08     | 81.34     |
| 5                 | 12               | Dmitriy Reikherd       | Cazaquistão              | 82.10     | 78.47     |
| 6                 | 25               | Laurent Dumais         | Canadá                   | 80.01     | 56.05     |
| 7                 | 3                | Ludvig Fjällström      | Suécia                   | 78.98     | —         |
| 8                 | 33               | Olli Penttala          | Finlândia                | 77.44     | —         |
| 9                 | 13               | Sacha Theocharis       | França                   | 77.32     | —         |
| 10                | 10               | Dylan Walczyk          | Estados Unidos           | 77.20     | —         |
| 11                | 28               | Albin Holmgren         | Suécia                   | 76.64     | —         |
| 12                | 26               | Felix Elofsson         | Suécia                   | 76.28     | —         |
| 13                | 8                | Bradley Wilson         | Estados Unidos           | 75.67     | —         |
| 14                | 31               | Martin Suire           | França                   | 75.32     | —         |
| 15                | 17               | Cooper Woods-Topalovic | Austrália                | 74.24     | —         |
| 16                | 5                | Brodie Summers         | Austrália                | 71.61     | —         |
| 17                | 11               | Brenden Kelly          | Canadá                   | 71.58     | —         |
| 18                | 9                | Nick Page              | Estados Unidos           | DNF       | —         |

Legenda
| Recorde mundial       | Recorde mundial (World record)               |                       | Recorde africano                      | Recorde africano (African) |                                           | Q | Classificado por posição (Qualified) |
| Recorde do campeonato | Recorde do campeonato (Championship record)  | Recorde da América    | Recorde da América (Americas)         | q                          | Classificado por melhor tempo (Qualified) |   |                                      |
| Melhor marca do ano   | Melhor marca do ano (World leading)          | Recorde asiático      | Recorde asiático (Asian)              | DNS                        | Não largou (Did not start)                |   |                                      |
| Recorde nacional      | Recorde nacional (National record)           | Recorde europeu       | Recorde europeu (European)            | DNF                        | Não terminou (Did not finish)             |   |                                      |
| Recorde pessoal       | Recorde pessoal do atleta (Personal best)    | Recorde da Oceania    | Recorde da Oceania (Oceania)          | DSQ / DQ                   | Desclassificado (Disqualified)            |   |                                      |
| Recorde da temporada  | Recorde da temporada do atleta (Season best) | Recorde sul-americano | Recorde sul-americano (South America) | NM                         | Sem marca (No mark)                       |   |                                      |